# Handball-Bayernliga 2001/02
Die Handball-Bayernliga 2001/02 wurde unter dem Dach des „Bayerischen Handballverbandes“ (BHV) organisiert und ist die höchste Spielklasse des Landesverbandes Bayern. Die Bayernliga ist nach der Bundesliga, der 2. Bundesliga und der Handball-Regionalliga eine der vierthöchsten Spielklassen im deutschen Handball.

## Saisonverlauf
Die Handball-Bayernliga 2001/02 war die vierundvierzigste Ausspielung der Handball-Bayernligasaison. Bayerischer Meister sowie Aufsteiger in die Regionalliga Süd war die HSC Coburg. Vizemeister wurde die HG Erlangen. Meister und Aufsteiger in die Regionalliga Süd der Frauen war der TSV Vaterstetten.

### Modus
Es wurde eine Hin- und Rückrunde gespielt. Nach Abschluss der daraus resultierenden 26 Spieltage stieg der „Bayerische Meister“ in die Regionalliga Süd (3. Liga) auf, die Plätze elf bis vierzehn mussten in die beiden Staffeln der Landesliga absteigen.  Bei Punktegleichheit war das bessere Torverhältnis ausschlaggebend. Der Modus war für Männer und Frauen gleich.

## Teilnehmer und Platzierungen
Nicht mehr dabei waren der Aufsteiger und die drei Absteiger aus der Vorsaison. Neu dabei waren der Absteiger (A) aus der Regionalliga Süd. Dazu kamen drei Aufsteiger (N) aus den Landesligen. Im Verlaufe der Saison traten vierzehn Mannschaften in der Bayernliga an.

### Abschlusstabelle
| Platz | Mannschaft               | Spiele | Punkte |
| ----- | ------------------------ | ------ | ------ |
| 1.    | HSC Coburg               | 26     | 48:4   |
| 2.    | HG Erlangen              | 26     | 41:11  |
| 3.    | TSV Unterhaching         | 26     | 39:13  |
| 4.    | TSV Friedberg            | 26     | 30:22  |
| 5.    | HaSpo Bayreuth           | 26     | 28:24  |
| 6.    | TuS Fürstenfeldbruck     | 26     | 27:25  |
| 7.    | TSV Landsberg (N)        | 26     | 27:25  |
| 8.    | VfL Waldkraiburg (N)     | 26     | 27:25  |
| 9.    | TSV Trudering            | 26     | 26:26  |
| 10    | VfL Wunsiedel            | 26     | 25:27  |
| 11    | HSG Unterdürrbach/V. (N) | 26     | 25:27  |
| 12    | VfL Günzburg             | 26     | 11:41  |
| 13    | TG Landshut (A)          | 26     | 10:42  |
| 14    | HG Ingolstadt            | 26     | 0:52   |

Bereich des „Bayer. Handballverbandes“ (BHV)

(A) = Absteiger aus der Regionalliga Süd (N) = neu in der Liga

 Bayerischer Meister und Aufsteiger zur Regionalliga Süd 2002/03

 Für die Bayernliga  2002/03 qualifiziert
 Absteiger in die Landesliga Bayern 2002/03

### Frauen
- Der TSV Vaterstetten wurde Bayerischer Meister und hat sich für die Regionalliga Süd 2002/03 der Frauen qualifiziert.